# الدوفة (حضرموت)

تعديل مصدري - تعديل

الدوفة هي إحدى قرى عزلة صيف بمديرية دوعن التابعة لمحافظة حضرموت، بلغ تعداد سكانها 819 نسمة حسب تعداد اليمن لعام 2004.